# Ерофеев, Олег Александрович
Олег Александрович Ерофеев (10 июля 1940, Петропавловск-Камчатский — 24 декабря 2022, Москва) — советский и российский военачальник, адмирал (1992). Командующий Северным флотом (1992—1999).

## Биография
Родился 10 июля 1940 года в Петропавловске-Камчатском в семье лётчика морской авиации.

### Образование
В разное время проходил учёбу в военно-морских учебных заведениях:
- Ленинградское высшее военно-морское пограничное училище (1957—1961)
- Каспийское высшее военно-морское училище имени С. М. Кирова (1961)
- Высшие специальные офицерские классы ВМФ (1968—1969)
- Военно-морская академия имени А. А. Гречко с отличием (1974—1976)
- Академические курсы при Военно-морской академии (1983)
- Военная академия Генерального штаба Вооружённых Сил имени К. Е. Ворошилова с золотой медалью (1985—1987)

### Служба в рядах Вооружённых сил
В 1961—1971 годах занимал руководящие должности в экипажах подводных лодок серии IX-бис, проекта 627А и проекта 675 1-й флотилии АПЛ Северного флота: командир рулевой группы, командир энергетической группы, командир штурманской боевой части (начал службу на АПЛ «К-50»). В 1967 году на АПЛ К-14 участвовал в подлёдном переходе с Северного на Тихоокеанский флот. С 1969 года — старший помощник командира К-1. В 1971—1974 годах — командир АПЛ «К-451» проекта 667А на Тихоокеанском флоте.
Был допущен к самостоятельному управлению 7 проектами подводных лодок (в том числе атомные многоцелевые и ракетные подводные лодки). Выполнил 15 походов на боевую службу.
26 июня 1976 года досрочно получил звание капитан 1-го ранга. С 1976 года служил начальником штаба 25-й дивизии ПЛ (1976—1980), с 1980 года — командир 45-й дивизии ПЛ. Его назначение совпало с периодом активного освоения дивизией АПЛ проекта 671РТМ.
Комдива О.А.Ерофеева чаще всего приходилось видеть, пришедшего с моря, в добела просолённом от морской воды реглане, в насквозь промокших походных сапогах, с воспаленными от недосыпания красными глазами, с многодневной седоватой щетиной на щеках. Картину дополняла забытая и давно потухшая папироса, присохшая в углу рта. Он появлялся в штабе, как правило на 20-30 минут, чтобы снять обстановку в дивизии, дать самые необходимые распоряжения — и снова в море теперь уже на другой подводной лодке, с другим экипажем. И так месяцами...По воспоминаниям ветеранов 45-й ДиПЛ
17 февраля 1981 года присвоено звание контр-адмирал. С 1982 года — начальник штаба 2-й флотилии ПЛ Тихоокеанского флота, в 1983 году на Тихоокеанском флоте затонула АПЛ К-429, и степень участия и вины О. А. Ерофеева в этой катастрофе в дальнейшем стала одним из предметов судебного разбирательства, завершившегося в пользу Ерофеева.
С 1987 года — командующий 1-й флотилией ПЛ Северного флота. 7 апреля 1989 года в Норвежском море погибла АПЛ К-278 «Комсомолец», и обсуждения этой катастрофы также стали эпизодом вышеупомянутого судебного иска.
С 13 июля 1990 года — начальник штаба Северного флота. С 14 марта 1992 по 29 января 1999 года — командующий Северным флотом.
Защитил диссертацию и в 1990 году стал кандидатом военных наук. Впоследствии стал действительным членом Академии военных наук и её профессором.
7 февраля 1991 года получил воинское звание вице-адмирал. 7 июля 1992 года ему присвоено воинское звание адмирал.
В 1998 году вскрылись масштабные злоупотребления и нецелевые расходования средств Северного флота, нанесшие флоту убытки в десятки миллиардов рублей. Ерофеев, как командующий флотом, получил строгий выговор. Также против Ерофеева было возбуждено уголовное дело за злоупотребление служебными полномочиями, но позже оно было прекращено. Тем не менее, дело лишило Ерофеева возможности дальнейшего карьерного роста. 29 января 1999 года он был освобождён от должности командующего Северным флотом, и в том же году уволен с военной службы.

### После военной службы
В течение 3-х лет отстаивал право на защиту чести и достоинства в суде против Е. Д. Чернова «Тайны подводных катастроф К-429, К-219, К-278, К-141». По мнению Чернова, в катастрофах подводных лодок есть вина Ерофеева. По решению Мосгорсуда, за распространение информации, не соответствующей действительности, автор книги и издательство «Нева», выпустившее книгу, в качестве компенсации выплатили О. А. Ерофееву 25 и 60 тысяч рублей соответственно.
В 2012 году О. А. Ерофеев выпустил собственную книгу «Как это было. Аварийность в Военно-Морском Флоте страны» (издательство «Права человека»).
Являлся экспертом по ВМФ в экспертном совете Комитета по обороне Государственной думы, членом общественного совета Федерального агентства морского и речного транспорта, членом Клубов военачальников, адмиралов и генералов ВМФ, подводников.
Умер 24 декабря 2022 года в Москве. Похоронен  на Троекуровском кладбище, участок 27.

## Оценки деятельности
Вице-адмирал Е. Д. Чернов отмечал, что действия О. А. Ерофеева на должности начальника штаба второй флотилии ТОФ в 1983 года стали одной из предпосылок катастрофы подводной лодки К-429. В частности, Ерофеев утвердил план боевой подготовки с участием К-429, несмотря на заявления командира экипажа Н. М. Суворова и начальника штаба дивизии А. А. Гусева о её неготовности; он же угрозами принудил Суворова принять лодку и вывести её в море. Эту оценку разделял и вице-адмирал В. М. Храмцов.
В. Д. Рязанцев, бывший заместитель начальника ГУБП ВС РФ по военно-морскому флоту, в своей книге негативно оценивает деятельность Ерофеева как командующего СФ, утверждая, что при нём «произошел развал Северного флота», и который «все усилия направлял на то, чтобы отвоевать у Главного штаба ВМФ сомнительными приемами многочисленные призы за фиктивные достижения в боевой подготовке».

## Награды
- Орден «За военные заслуги»
- Орден Ленина
- Орден Октябрьской Революции
- Ряд медалей СССР и РФ
- Заслуженный специалист Вооружённых Сил СССР (1991)[16]
- Ветеран подразделений особого риска[значимость факта?].
- Почётная грамота Президиума Верховного совета Российской Федерации (1993)[17].